# لبنان في ألعاب البحر الأبيض المتوسط 1967
شاركت لبنان في دورة ألعاب البحر الأبيض المتوسط 1967 التي أقيمت في تونس.

## جدول الميداليات
| الترتيب | البلد                                   | ميداليات ذهبية | ميداليات فضية | ميداليات برونزية | المجموع |
| ------- | --------------------------------------- | -------------- | ------------- | ---------------- | ------- |
| 1       | ايطاليا                                 | 35             | 26            | 22               | 83      |
| 2       | جمهورية يوغوسلافيا الاشتراكية الاتحادية | 15             | 16            | 5                | 36      |
| 3       | إسبانيا                                 | 10             | 14            | 27               | 51      |
| 4       | تركيا                                   | 9              | 9             | 6                | 24      |
| 5       | فرنسا                                   | 7              | 4             | 4                | 15      |
| 6       | تونس                                    | 5              | 9             | 11               | 25      |
| 7       | اليونان                                 | 5              | 6             | 12               | 23      |
| 8       | المغرب                                  | 1              | 1             | 3                | 5       |
| 9       | لبنان                                   | 0              | 1             | 2                | 3       |
| 10      | الجزائر                                 | 0              | 0             | 3                | 3       |
| 11      | ليبيا                                   | 0              | 0             | 2                | 2       |
| 11      | موناكو                                  | 0              | 0             | 1                | 1       |
| المجموع | المجموع                                 | 87             | 86            | 97               | 270     |

## الميداليات اللبنانية حسب الرياضة
*   البلد المضيف (مضيف)
| Sport         | ذهبية | فضية | برونزية | المجموع |
| ------------- | ----- | ---- | ------- | ------- |
| رفع أثقال     | 0     | 1    | 1       | 2       |
| مبارزة السلاح | 0     | 0    | 1       | 1       |
| المجموع       | 0     | 1    | 2       | 3       |

## الفائزون بالميدالية اللبنانية
| Event                        | الذهبية                            | الفضية                                   | البرونزية                   |
| ---------------------------- | ---------------------------------- | ---------------------------------------- | --------------------------- |
| مبارزة السلاح                | جاك لا ديجيليري 6 انتصارات (فرنسا) | جيانفرانكو باولوتشي 5 انتصارات (إيطاليا) | علي شكري 4 انتصارات (ليبيا) |
| WEIGHTLIFTING (– men +90 Kg) | جان بول فولتييه 422.5 كجم (فرنسا)  | كيفورك لحمجيان 417.5 كجم (ليبيا)         | الدويري 390 كجم (تونس)      |
| WEIGHTLIFTING (– men 56 Kg)  | بيبينو تانتي 300 كجم (إيطاليا)     | جان بيير مورات 300 كجم (فرنسا)           | بيضون صلاح 285 كيلو (ليبيا) |

## الحائزين على الميداليات
| Medal   | Name            | Sport         | Event        |
| ------- | --------------- | ------------- | ------------ |
| فضية    | كيفورك لاحمجيان | رفع أثقال     | رجال +90 كجم |
| برونزية | بيضون صلاح      | رفع أثقال     | رجال 56 كجم  |
| برونزية | علي شكري        | مبارزة السلاح | رجال الإيبي  |

## روابط خارجية
- https://web.archive.org/web/20140624045926/http://www.cijm.org.gr/images/stories/pdf/JM1963.pdf